# 小川温泉 (富山県)
小川温泉（おがわおんせん）は、富山県下新川郡朝日町（旧国越中国）にある温泉。越中4名湯のひとつ。
小川温泉は、源泉地にある「小川温泉元湯」と、過去にはそこの湯を引湯した「小川温泉」が存在した。本稿では両者を扱う。

## 泉質
- ナトリウム塩化物・炭酸水素塩泉[2]（源泉かけ流し[3]）
  - 源泉温度53.5°C[2]
  - 毎分420リットルの湧出量（自然湧出）[2]
  - pHは6.79[2]
  - 溶存物質は1,307mg/kg[2]

子宝に恵まれる人が多かったことから、「子宝の湯」とも言われる。

## 温泉施設

### 小川温泉元湯
小川の上流部の渓谷にあり、1886年（明治19年）創業の『ホテルおがわ』および湯治部の『不老館』が存在する。1979年（昭和54年）6月には鉄筋コンクリート4階建ての新館『清風館』が着工し、同年12月5日に完成、さらに北陸自動車道全線開通による利用者増と朝日小川トンネル開通にともない冬季誘客が容易になったことから、1990年（平成2年）8月から旧施設を取り壊して増改築し、1991年（平成3年）11月15日に鉄筋コンクリート6階建ての新館『湯乃庄』として竣工した。
館内に大浴場と小川を望む男女別の露天風呂がある。歩いて7〜8分上流に、石灰華でできた洞窟が頭上を覆う混浴露天風呂「天然洞窟風呂」と、小川沿いに設けられた女性専用露天風呂「蓮華の湯」がある（5 - 11月限定、冬季閉鎖）。洞窟は長年にわたり湯の花が固着し形成されたもので、その美しさから天然記念物に指定されている。
長らく地元の業者「株式会社小川温泉」が運営していたが、2016年5月1日に愛知県の旅館運営会社「海栄館」に事業譲渡された。

### 小川温泉
宿泊施設が一軒「天望閣」が存在した。天望閣は明治天皇命名の「馬りょうの山」の山裾にて1970年（昭和45年）9月に林建設の請負で着工し、1971年（昭和46年）6月19日に完成披露、同年6月20日にオープンした地上6階地下1階建てで延床面積2,854.5m2の建物であった（最上部に展望大浴場あり）。その後1984年（昭和59年）に宴会棟が増築されたものの、利用者減と建物の老朽化のため、2009年（平成21年）9月末で営業を打ち切った。なお、元湯と同様経営母体は同一である。

## 歴史
元湯は古来からあったが、1533年の『越中産物誌』にも記録が残されている。また、1617年（元和3年）4月に、山崎村の農民が神のお告げを受けて温田へ行ったところ、霊泉が見つかったのが始まりとされる。正式な開湯は1886年（明治19年）4月20日とされている。
1903年（明治36年）ころは一年間の平均浴客数八万三千余人に達する繁昌ぶりで『越中第一の温泉場』と称されたほどであったが、1912年（明治45年）7月22日の大洪水で大損害を蒙り（30余人の客も濁流にのまれた）、移転も検討されたが、泊町将来発展のため泊町にて再興することが決定され、1913年（大正2年）6月に地元の銀行や大地主らによって小川温泉株式会社が設立された。洪水で温泉が流失したため、薬師岳・朝日岳の山麓・小川渓谷にある源泉から3里4丁（約12㎞）の間引湯して現在地に新温泉場を再建し、等級の異なる鬣山閣、不老館、光風館、さい月楼の4つの旅館を直営して多様な顧客に対応し、繁盛した。
小川温泉への引湯は1913年（大正2年）6月に完成し、旅館が同年10月にできた。ここを舞台に金沢出身の作家・泉鏡花が幻想的な小説『湯女の魂』を書いた。竹久夢二も小川温泉に一ヶ月逗留したことがある。
太平洋戦争中は1945年（昭和20年）4月まで株式会社新小川温泉（本店、1933年3月8日設立）は陸軍の療養所、同年5月から8月までは陸軍省経理部事務所、同年11月から1953年5月までは泊病院（現在のあさひ総合病院）として使用された。泊の旅館業の再開は1954年（昭和29年）4月となった。1956年（昭和31年）10月には元湯より引湯パイプの埋設が完了し、泊まで通湯開始された。
運営会社は、1952年（昭和27年）11月には有限会社となっていたが、1956年（昭和31年）12月8日に株式会社に復している。
天望閣廃業後の2013年（平成25年）12月20日の朝日町議会で、天望閣の土地、建物の有効活用を求める懇願が継続審査となっている

## アクセス
- 空路：富山空港よりタクシーで約55分。
- 鉄道：北陸新幹線黒部宇奈月温泉駅よりタクシーで約30分、あいの風とやま鉄道線泊駅より車で20分[3]。宿泊者には無料送迎バスあり。
- 車：北陸自動車道朝日インターチェンジよりタクシーで約15分。

## 登山口
温泉の周辺には、朝日岳に向かう林道（登山道）のゲートがある。